# Histoire publique
L’histoire publique regroupe toute une gamme d'activités entreprises par des personnes ayant une formation dans le domaine de l'histoire et travaillant généralement en dehors d'un cadre universitaire spécialisé. C'est une pratique dans la production de l'histoire qui consiste à la sortir de la sphère universitaire et à la rendre accessible à un public plus large que celui circonscrit de l'académie. Traditionnellement, l'histoire est liée à des lecteurs de plus en plus spécialisés et à des étudiants de différents niveaux de formation. Mais l'histoire publique comprend les actions où l'histoire est liée à un large public entre autres à travers le système des musées, les expositions aussi bien réelles que virtuelles, la protection du patrimoine, les reconstitutions, l'histoire orale, etc. L'interdisciplinarité permet aux historiens publics de se tourner vers des manières complètement différentes de présenter les connaissances historiques en dehors de l'université.
Le terme Histoire publique est apparu dans les années 1970 aux États-Unis et au Canada pour ensuite se répandre en Europe et s'implanter dans le reste du monde à partir des années 2000. Depuis la fin des années 1970, ce domaine de travail n'a cessé de se professionnaliser.
Aujourd'hui, le sens de l'histoire publique est si vaste que presque tous les travaux que les historiens développent en dehors du domaine de l'enseignement et de la recherche universitaire peuvent être considérés comme de l'histoire publique.

## Définition
L’histoire publique est encore aujourd’hui difficile à définir puisque la discipline touche à de multiples pratiques et que sa signification varie d’un contexte géographique à un autre.
De manière générale, l’histoire publique répond à la demande sociale croissante de comprendre le passé. Ce phénomène récent émerge principalement avec l’évolution des médias qui bouleverse le rapport au passé et appelle les historiens à s’interroger sur leur place dans la société. L'histoire publique intègre diverses activités qui lient les communautés à leurs propres histoires: celles qui viennent d'abord à l'esprit sont les musées. L’histoire publique représente la rupture des frontières entre le milieu professionnel et le public en rendant l’accès à l’histoire plus abordable pour un large public. Les historiens de cette discipline travaillent directement avec le public, les communautés, pour qu’ils contribuent aussi à la pratique et à la production de l’histoire en offrant, de la sorte, au passé une nouvelle signification dans le présent.
Contrairement à certains préjugés, l’historien public est, le plus souvent, un historien de formation qui travaille avec la même méthodologie; il est attaché à une institution de recherche, une institution culturelle, un média ou travaille comme indépendant. La différence se trouve dans les modes de diffusion et de présentation des recherches, non plus tournés vers la communauté scientifique, mais vers le grand public.

## Qui fait de l'histoire publique?
Selon le Conseil national d'histoire publique (National council on public history ou NCPH), les historiens publics sont de toutes sortes. Ils s'appellent eux-mêmes : “Consultants historiques, professionnels des musées, historiens des gouvernements, archivistes, historiens de la communication orale, gestionnaires de ressources culturelles, producteurs de médias, interprètes historiques, conservateurs historiques, conseillers en politiques, historiens locaux et militants associatifs'', ce ne sont là que des exemples choisis par la NCPH.
Tous partagent un intérêt et un engagement pour rendre l'histoire pertinente et utile en dehors des sphères universitaires, dans la sphère publique.

## Origine et essor
L’histoire publique trouve son origine bien avant la naissance de la discipline académique et de la profession historique qui apparaissent à la fin du XIXe siècle. En effet, les praticiens amateurs œuvraient déjà à rendre accessible au plus grand nombre l’objet historique, notamment via la création des musées au XVIIIe siècle. Au cours du XXe siècle, les universitaires vont tenter de se défaire des liens étroits qui les unissaient au monde extérieur, occultant dès lors les bénéfices que celui-ci engendre sur leurs recherches et leurs pratiques. Dans les années 1970, une nouvelle génération d’historiens met en place de nouveaux développements historiographiques en vertu des nombreux changements politiques, économiques et sociaux de l’époque. C’est au sein de cette effervescence d’idées que naît un nouveau champ qui s’intitule explicitement « histoire publique ».

### Une discipline qui prend racine aux États-Unis
C’est aux États-Unis que naît l’histoire publique, plus précisément à l’Université de Californie, par la formation de jeunes historiens pour le secteur privé et public à partir de 1976. Les congrès scientifiques de Scottsdale (Arizona) en 1978 et de Montecito (Californie) en 1979 permettent l’émergence de cette nouvelle sous-discipline historique. Durant ces années, l’apparition d’une revue scientifique sur le sujet, The Public Historian, et d’un Conseil national d’histoire publique ou NCPH ont permis la promotion de l’utilisation de l’histoire par le public. Mais cette naissance n’est pas due au hasard: sans la convergence de plusieurs facteurs au sein du monde extérieur, mais aussi au sein du monde universitaire, elle n’aurait pas eu lieu. Le premier facteur est une nouvelle attention sociétale portée aux minorités sociales et ethniques qui recherchent, entre autres, leurs racines et développent un désir de mémoire. Les deuxième et troisième facteurs sont intimement liés: il s’agit d’une prise de conscience de l’isolement de l’historien dans la société après une crise de l’emploi pour les nouveaux diplômés en histoire due à une raréfaction des postes académiques. Les historiens sont donc amenés à créer des cabinets de consultance en histoire publique, mais aussi sur le marché de l’histoire des entreprises,. Dans le reste de l’Amérique du Nord, au Canada, l’institution de cette sous-discipline suit un parcours analogue, notamment en ce qui concerne la crise de l’emploi et l’importance de l’État comme source d’emploi.

### Développement en Europe de l'Ouest
L’histoire publique arrive en Europe de l’Ouest par le biais du premier colloque se déroulant à Rotterdam du 15 au 18 septembre 1982 à l’Université Érasme. En Belgique, à l'Université de Louvain, dès 1969, des étudiants, assistants et professeurs mettent en place une autre manière de communiquer l’histoire via le groupe « Clio 70 ». Celui-ci promeut à la fois la communication classique, par l’écrit et l’image, mais également moderne, au moyen de l’audiovisuel et des voyages. Plus récemment, la création d’un master en histoire à finalité spécialisée en communication, à l'Université de Louvain-la-Neuve, est une conséquence de la prise en compte du nouveau rôle que les historiens jouent dans la société. En 2012, à Gand, une formation interuniversitaire en Publiekgeschiedenis (Histoire publique) rassemblant tous les chercheurs des différentes universités flamandes voit le jour: elle est coordonnée par l’Instituut voor Publiekgeschiedenis (IPG) de l’Université de Gand. En France, en 1983, se crée la première entreprise française d’histoire appliquée, Public Histoire. Au Royaume-Uni, l’émergence de la « Public History » a lieu dans les années 1980, à la suite des restrictions budgétaires dans le domaine des sciences humaines. En effet, celles-ci obligent les historiens à légitimer leur rôle dans la société et à s’engager au sein de celle-ci. Par après, ils ne pourront plus effectuer de recherches par intérêt personnel, mais devront se justifier par rapport à leur intérêt public. Dès lors, les historiens ont été amenés à créer une entreprise de recherche publique.
Depuis 2012, la Fédération internationale pour l’histoire publique se fixe comme objectif de promouvoir et de permettre au plus grand nombre d’avoir accès à l’histoire via des conférences, un site de discussion H-Net ou encore divers blogs. Elle se concentre principalement en Europe, mais elle entretient des liens étroits avec la National Council of Public History (ou NCPH) et d’autres associations à travers le monde.

### Internationalisation du concept
Au cours des années 2000, l’histoire publique conquiert de nouveaux pays, et sa signification croît à travers la profession: elle permet la mise en rapport des historiens travaillant dans des institutions de recherches et ceux qui sont actifs dans des institutions culturelles et des médias. En Amérique Latine, c'est au Brésil que la présence de l'histoire publique est la plus vivace. En effet, elle y est intimement liée à l’histoire sociale et orale. Elle tente de jouer dans ce pays un rôle de chien de garde de la démocratie face aux développements de l'extrémisme ainsi qu'un rôle d'unificateur d'un peuple divisé. En Australie, elle est mise en exergue par la Public History Review. La Fédération internationale pour l’histoire publique est également créée dans une optique de globalisation. Elle vise la constitution de liens internationaux entre les historiens publics ainsi que la formation de nouveaux programmes universitaires nationaux et de nouvelles associations nationales.

### Développement d'un champ de recherche
À partir des années 1990, l'histoire publique amorce un retour dans un domaine duquel elle s'était pourtant détachée dès sa création. En effet, le développement de l'histoire publique dans les années 1970 fait émerger de nouvelles questions sur le passé telles que comment et à qui le passé est-il communiqué ou comment fonctionne-t-il dans le présent? Pour répondre à ces interrogations, des historiens publics et académiques commencent à étudier le phénomène de l'histoire. La recherche se centre ainsi sur un examen de la pratique de ce domaine d'étude, la question de la représentation et du rôle de l'histoire dans les sociétés. Il s'ensuit la création de revues à ce propos comme la Public History Review. Le développement de ce champ de recherche est concomitant à un boom mémoriel durant lequel la mémoire prend une place de plus en plus importante au sein de la société. À ce moment, les historiens prennent peur que la mémoire instituée en grande partie par le politique empêche les historiens de réaliser leur travail.

## Conséquences de l'arrivée du monde numérique
La révolution du numérique associée à l’évolution des technologies appellent la discipline d’histoire publique à se renouveler. De fait, les rapports avec le passé tout comme l’accès à l’histoire sont bouleversés par les récents moyens de communication que sont les médias numériques et internet. Ainsi, le web apporte une nouvelle forme de diffusion et d’échanges à plus grande échelle pour la communauté scientifique et le grand public. Ces nouveaux médias offrent donc des outils inédits à l’histoire publique dans son objectif de communication de l’histoire. La révolution du numérique a également permis la diffusion de la discipline et une meilleure connaissance de celle-ci dans le monde,.

## Controverses et dimension politique de l'histoire publique
La controverse autour de l'histoire publique peut se résumer en trois points :
- Il n'existe aucune définition précise et unique de l'histoire publique, si ce n'est une combinaison d'approches différentes, à l'aide desquelles l'histoire est déplacée au-delà des projets académiques.
- L'histoire publique n'a pas de base méthodologique propre. De ce fait, les professeurs universitaires d'histoire classique l'acceptent difficilement en tant que discipline académique.
- Certains historiens estiment que la collaboration de l'historien dans certains projets risquent de nuire à la profession. En effet, la présence de forces économiques ou politiques peuvent aboutir à une distorsion ou une simplification des faits historiques avec la caution donnée par la présence d'un historien dans le projet[17].

Dans cette situation, il serait plus correct de parler de traits distinctifs de l'histoire publique par rapport à l'histoire classique plutôt que parler de lacunes.
Les prétentions des historiens classiques sont plus susceptibles de donner lieu à des conflits au sein de la classe. Parce que, selon la définition du Conseil national sur l'histoire publique (NCPH) américaine, l'interdisciplinarité permet aux historiens publics de se tourner vers des matières complètement différentes de présenter les connaissances historiques en dehors de l'université. Mais cette distinction semble disparaître à mesure que la discipline de l'histoire elle-même est devenue plus multidisciplinaire. Contrairement à de nombreux historiens de l'académie, les historiens publics s'engagent régulièrement dans un travail de collaboration avec des membres de différentes communautés, des différentes parties prenants part au projet et des collègues professionnels. Certains soutiennent que la collaboration est une caractéristique fondamentale et déterminante de ce que font les historiens publics.
Jérôme de Groot, dans son ouvrage “Consommer l'histoire. Historiens et patrimoine historique dans la culture populaire moderne'', explique qu'à l'avenir, il explorera la frontière entre ceux qui se préoccupent de la question de savoir comment mieux définir l'histoire (ouvrant ainsi la possibilité de ce qu'il appelle la consommation de l'histoire) et des historiens professionnels. Cet ouvrage, comme il l'affirme lui-même, est une analyse de la façon dont l'histoire est consommée et des relations existant entre la société et l'histoire. À partir de cette frontière, il est possible de retracer certains aspects de la dimension politique de l'histoire publique. Tout d'abord, c'est une question de représentation historique, ou plutôt de savoir qui l'a créée, et comment l'histoire est utilisée. Serge Noiret établi la controverse politique dans les cas où l'histoire est un outil politique permettant de légitimer, ou au contraire, de délégitimer des constructions politiques (et idéologiques) spécifiques, c'est-à-dire qu'elle apparait comme une politique de mémoire (définie).
Un exemple frappant de cette utilisation de l'histoire est le débat des historiens allemands dans les années 1980, lorsque le gouvernement d'Helmut Kohl (démocrate-chrétien) tente de construire une ligne de mémoire historique, c'est-à-dire une politique historique de la mémoire ce qui sous-entend une utilisation de l'histoire, ce qui impliquait "la relativisation du passé national-socialiste - de sorte qu'il ne soit plus un prisme à travers lequel toute l'histoire allemande est désormais perçue". Ce qui s'est concrétisée par la création de deux musées dont le but était, d'une part de montrer la longue et riche histoire de l'Allemagne et d'autre part, de montrer l'histoire d'une Allemagne florissant avec un nouvel esprit libéral. Le théoricien allemand Jürgen Habermas s'est farouchement attaqué à de telles constructions. Adhérant aux positions social-démocrates et utilisant l'appui de la gauche, il a accusé les conservateurs d'essayer de "renationaliser la conscience historique" des Allemands. Le différend a pris fin en 1987 avec la victoire des démocrates, probablement en raison du fait que les historiens de centre droit ont refusé d’accepter ce différend comme historique, en l’attribuant exclusivement à des débats politiques. C'est l'un des exemples montrant comment le travail est construit avec la représentation de l'histoire et qui sont ses agents.
Ici, la question pouvant en découlée est la suivante : “Qui crée des histoires pour la société ?''. D'où la mission du Conseil national pour la libération des historiens, non pas des universitaires, tels qu'ils les définissent eux-mêmes, mais des consultants historiques. L’intérêt pour l’histoire, qui s’est accru au cours des dernières décennies, en dépit de la résistance de la communauté scientifique, a obligé les universités à «produire» des historiens non seulement pour l’histoire, mais également pour les formes de sa représentation. Selon Jerome de Groot, "l'histoire'' en tant que marque ou sujet de discussion imprègne la culture pop de Shamy et Starkey à Tony Soprano, battant des records sur les chaines d'histoire en raison de la popularité grandissante de l'histoire et du boom de la généalogie, alimenté par Internet, des romans historiques vendus à des millions d’exemplaires, des pièces télévisées et de nombreux films. L’interprétation du passé à la télévision et dans d’autres médias a une influence croissante sur la formation de l’expérience historique. Le produit de ces processus médiatiques, en dépit du fait qu'ils se positionnent souvent comme «exactes» et «éducatives», est une version subjective et idéologiquement unidirectionnelle de l'histoire construite. Cependant, un tel produit culturel élargit l’accès à une compréhension de l’histoire. D'où l'inquiétude des historiens publics concernant les formes et les méthodes de diffusion de l’histoire et le désir d'y participer.

## Champs concernés
L'histoire publique se développe dans une grande variété d’activités professionnelles et académiques. Cette discipline touche ainsi à de nombreux autres champs de l'histoire comme l'Archivistique, l'Histoire numérique, la Muséologie, l'Archéologie, l'Histoire orale, l'histoire des entreprises ou l'Histoire locale et régionale. Cette pluridisciplinarité est due à la grande variété de fonctions et de projets liés au travail des historiens publics. En voici une liste non exhaustive car l'histoire publique est si vaste que presque tous les travaux que les historiens développent en dehors du domaine de l'enseignement et de la recherche universitaire peuvent être considérés comme de l'histoire publique.

### Les musées
Les historiens sont souvent recherchés pour élaborer une nouvelle exposition ou pour gérer des musées.

### Les médias
L'histoire est depuis toujours présente dans de nombreux médias. Ainsi, les historiens sont consultés durant l'élaboration de films, séries ou de livres. Certains historiens se lancent aussi dans la réalisation de films ou de séries aussi bien documentaires que fictionnels. La littérature regorge aussi de nombreux exemples de travail de vulgarisation du savoir historique que ce soit pour les enfants ou pour les adultes. Plus récemment, le monde du jeu vidéo fait aussi appel aux historiens pour tenter d'obtenir des jeux plus réalistes. Ce type de production est regroupé par certains car il crée un nouveau mode de consommation l'histoire. L'histoire est donc considérée comme un produit culturel et non plus uniquement comme une science. La réalité historique n'est pas toujours la première des priorités pour les firmes qui produisent ces contenus. Souvent, les problèmes économiques, politiques ou simplement esthétiques peuvent empêcher de respecter un niveau élevé de recherches historiques. Dans les grandes entreprises, les historiens sont souvent des consultants, ils n’ont pas un rôle décisif sur le produit final d'autant plus lorsque le but recherché est le divertissement du public. Dans ce cas, le choix est vite fait entre une histoire savante jugée souvent ennuyeuse et une histoire "romancée". La qualité historique du document varie donc en fonction de l'attention qui est accordée à l'historien lors de l'écriture ou de la réalisation du produit.

### L'État et les entreprises
Différentes institutions publiques ou privées recrutent des historiens ou des consultants pour des travaux variés allant de l'archivage à la protection de patrimoine culturel. Le rôle de l'historien dans ces organisations est souvent de gérer la masse documentaire gardée par ces derniers ou de mettre en valeur un patrimoine ou un corpus de source conservé par l'organisme.

### Les commémorations
La pratique de l’histoire publique, dans le cadre d’un programme commémoratif, pose certaines questions telles que : « comment définit-on l’importance historique ? Comment tranche-t-on quant à l’importance locale ou nationale d’un sujet historique ? Qu’est-ce qui fait d’un site un lieu historique significatif ? Quelle est la place de l’histoire populaire et de la mémoire collective dans la pratique de l’histoire publique ? ». Dans ce contexte, l’historien public fait un travail de synthèse des connaissances qui vont être mises en avant durant les commémorations. Les historiens publics, afin de juger de l’importance historique nationale d’un sujet, établissent une hiérarchisation des sujets historiques, c’est-à-dire qu’ils comparent les sujets dans un contexte national pour définir les sujets qui ont de l’importance. Cela implique de s’attarder sur les évènements historiques nationaux et de mettre de côté les aspects locaux même si ceux-ci sont intéressants. Les historiens publics jugent de l’importance historique d’un lieu en posant une question : « Est-ce que l’importance d’un lieu réside dans les qualités esthétiques, dans son association avec des événements historiques, ou encore, dans la valeur symbolique qu’il a aux yeux d’une communauté donnée ? ». Le lieu d’une commémoration est choisi sur base de son intégrité, de son authenticité physique mais également sur base de sa capacité à véhiculer un message, son histoire. Dans cet objectif, l’historien public doit mettre en exergue les liens entre les caractéristiques physiques d’un bâtiment et ses valeurs historiques.
L’histoire publique est destinée à l’ensemble de la population, cela induit une interaction entre le passé, l’historien et le public.
Les programmes commémoratifs sont des initiatives de diffusion de l’histoire. La commémoration historique a pour but de véhiculer des sujets définis comme importants par les historiens publics afin de susciter l’intérêt des citoyens et leur instruire une meilleure connaissance du passé.